# Надвојводство Аустрија
Надвојводство Аустрија је била једна од најзначајнијих држава Светог римског царства и језгро хабзбуршких династичких земаља. Са престоницом у Бечу, аустријски надвојвода је владао територијом која отприлике одговара данашњим аустријским државама Горња и Доња Аустрија. 

## Историја
Надвојводство Аустрија је било смештено на југоисточном ободу Светог римског царства. Граница са Угарском била је река Лајта. На југу се граничила са Војводством Штајерском, на северу са Чешком Шумавом и реком Таја. На западу се граничило са Војводством Баварском. Надвојвода Фридрих V практиковао је проширење територија Хабзбурга династичким браковима. Свога сина Максимилијана оженио је Маријом од Бургундије (1477). Максимилијанов син, Филип I од Кастиље, оженио је Хуану Кастиљску. Филипов син био је чувени Карло V, владар царства "на коме сунце никада не залази". Карлов брат Фердинанд постао је 1521. године надвојвода Аустрије. Након женидбе са Аном Угарском и битке код Мохача (1526), Фердинанд је постао владар оба краљевства. Од Фердинандове династије касније ће настати аустријски огранак Хабзбурга који ће Светим римским царством владати до 1806. године. Након Наполеоновог укидања Светог римског царства (1806), Аустријско надвојводство наставило је да постоји као крунска земља све до завршетка Првог светског рата 1918. године.